# Bagnolo Cremasco
Bagnolo Cremasco (Bagnól in dialetto cremasco) è un comune italiano di 5 031 abitanti della provincia di Cremona in Lombardia.
Dista circa 47 km da Cremona, 39 km da Milano, 14 km da Lodi e 38 km da Bergamo

## Storia

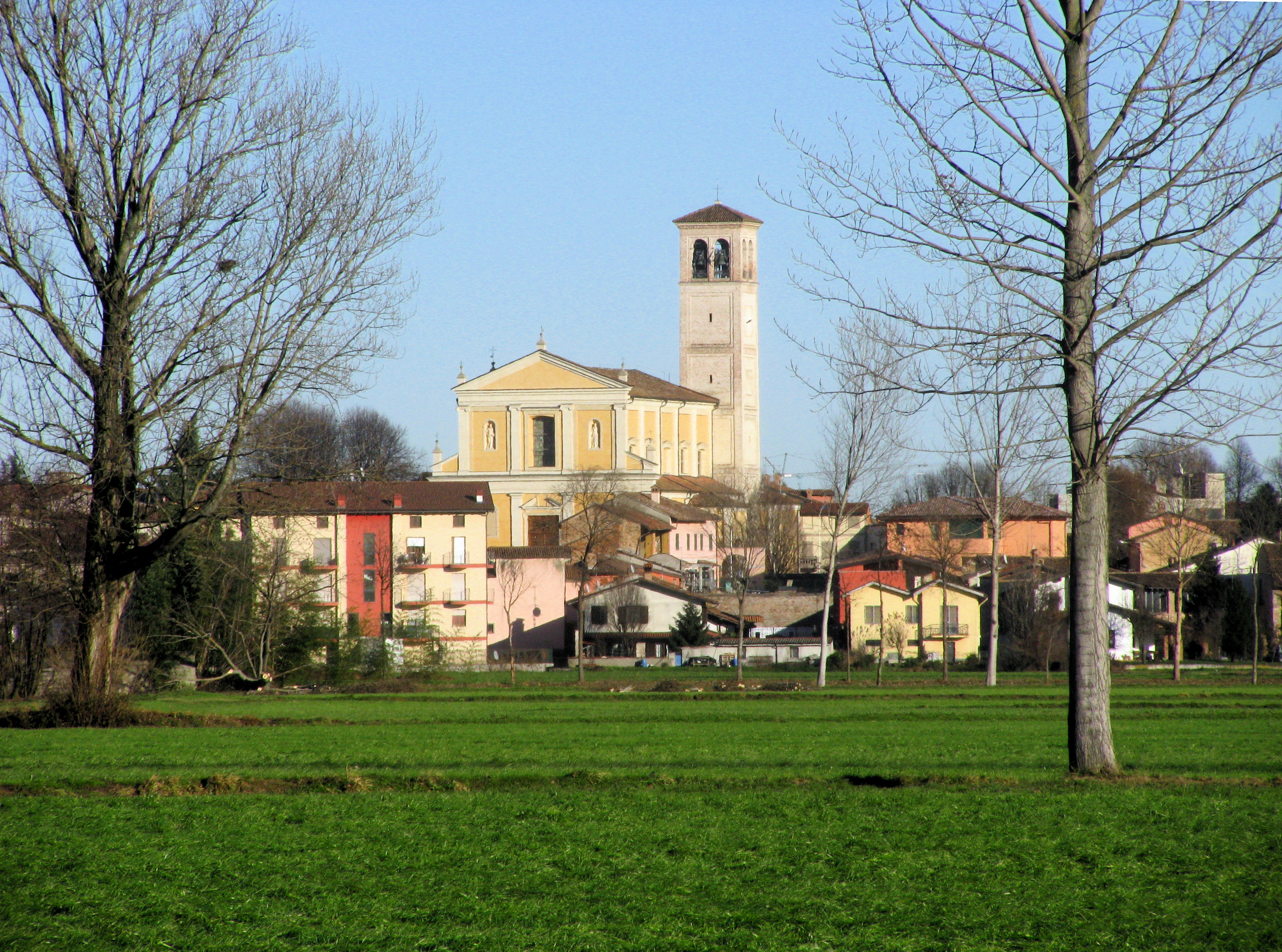
Bagnolo Cremasco - Veduta dalle "Lame"

Bagnolo Cremasco è nato prima dell'anno mille sulle sponde dell'ormai inesistente Lago Gerundo. Col passare del tempo il suo dominio è passato dai monaci cistercensi dell'abbazia del Cerreto a importanti famiglie cremasche.

### Simboli
Lo stemma e il gonfalone sono stati concessi con regio decreto del 17 maggio 1937.
Il gonfalone si presenta come un drappo di colore bianco.

## Società

### Evoluzione demografica
Abitanti censiti

### Etnie e minoranze straniere
Al 31 dicembre 2020 i cittadini stranieri sono 574. Le comunità nazionali numericamente significative sono:
1. Romania, 230
2. Egitto, 96
3. India, 58
4. Marocco, 31
5. Albania, 28
6. Cina, 22

## Geografia antropica

### Urbanistica
Il territorio comunale come si presenta oggi è il frutto dello sviluppo edilizio ed industriale che è cominciato con il boom economico negli anni '50 e '60 che prosegue ancora oggi anche se lentamente, il quale ha portato all'agganciamento del tessuto edilizio del paese con quello delle frazioni Gaeta e Borgogna e della località Cascina Santo Stefano che oggi costituiscono la periferia estrema del centro abitato.

#### Suddivisione in rioni del centro abitato principale

##### Antica toponomastica
- Luoghi di Sopra
- Luoghi di Sotto
- Piazza
- Contrada Graffignana

##### Toponomastica attuale
- Rione Nu' sura
- Rione Nu' sòt
- Rione Centro
- Rione La Bassa
- Rione Graffignana
- Rione Gaeta

### Frazioni
- Gattolino
- Moso

#### Ex Frazioni
- Gaeta
- Borgogna

### Località abitate
- Cascina Mezzano
- Cascina Bagnolasca di Sopra
- Cascina Bagnolasca di Sotto
- Stabilimento De Magistris (un tempo era il Mulino della Comuna, mentre ora è la sede delle Officine Bettinelli)

## Infrastrutture e trasporti
Il territorio è attraversato dalle ex strade statali 235 "di Orzinuovi" e 415 "Paullese".
Fra il 1880 e il 1931 in località Tormo era presente una fermata della tranvia Lodi-Crema-Soncino che percorreva la ex strada statale 235.

## Amministrazione
Elenco dei sindaci dal 1985 ad oggi.
| Periodo | Periodo   | Primo cittadino | Partito              | Carica  | Note |
| ------- | --------- | --------------- | -------------------- | ------- | ---- |
| 1985    | 1990      | Gilberto Ceron  | Democrazia Cristiana | sindaco |      |
| 1990    | 1995      | Massimo Piazzi  | Democrazia Cristiana | sindaco |      |
| 1995    | 2004      | Avis Guerreschi | sinistra             | sindaco |      |
| 2004    | 2009      | Carlo Peretti   | lista civica         | sindaco |      |
| 2009    | 2019      | Doriano Aiolfi  | lista civica         | sindaco |      |
| 2019    | 2024      | Paolo Aiolfi    | Lega Salvini         | sindaco |      |
| 2024    | in carica | Doriano Aiolfi  | Lista Civica         | sindaco |      |

## Curiosità
Si narra che a Bagnolo Cremasco visse, tra il millecinquecento e il milleseicento, quel brigante terribile che Alessandro Manzoni fa rivivere nel suo romanzo storico I Promessi Sposi con il nome di Innominato. Nel 1647 lasciò dei beni all'oratorio di S. Maria delle Grazie in frazione di Gaeta. Considerando che Bagnolo all'epoca faceva parte dell'enclave veneta di Crema e, quindi costituiva un luogo dove fuggire dalle autorità spagnole, è assai probabile che l'Innominato vi avesse una casa e che vi arruolasse i suoi bravi.